# Фредерік Крессер
Фредерік Крессер (англ. Frederick Cresser, березень 1872 — ) — американський академічний веслувальник.
Олімпійський чемпіон 1904 року в складі вісімки.